# Macrodasys africanus
Macrodasys africanus är en djurart som tillhör fylumet bukhårsdjur, och som beskrevs av Adolf Remane 1950. Macrodasys africanus ingår i släktet Macrodasys och familjen Macrodasyidae. Inga underarter finns listade i Catalogue of Life.